# Luwuk (espada)

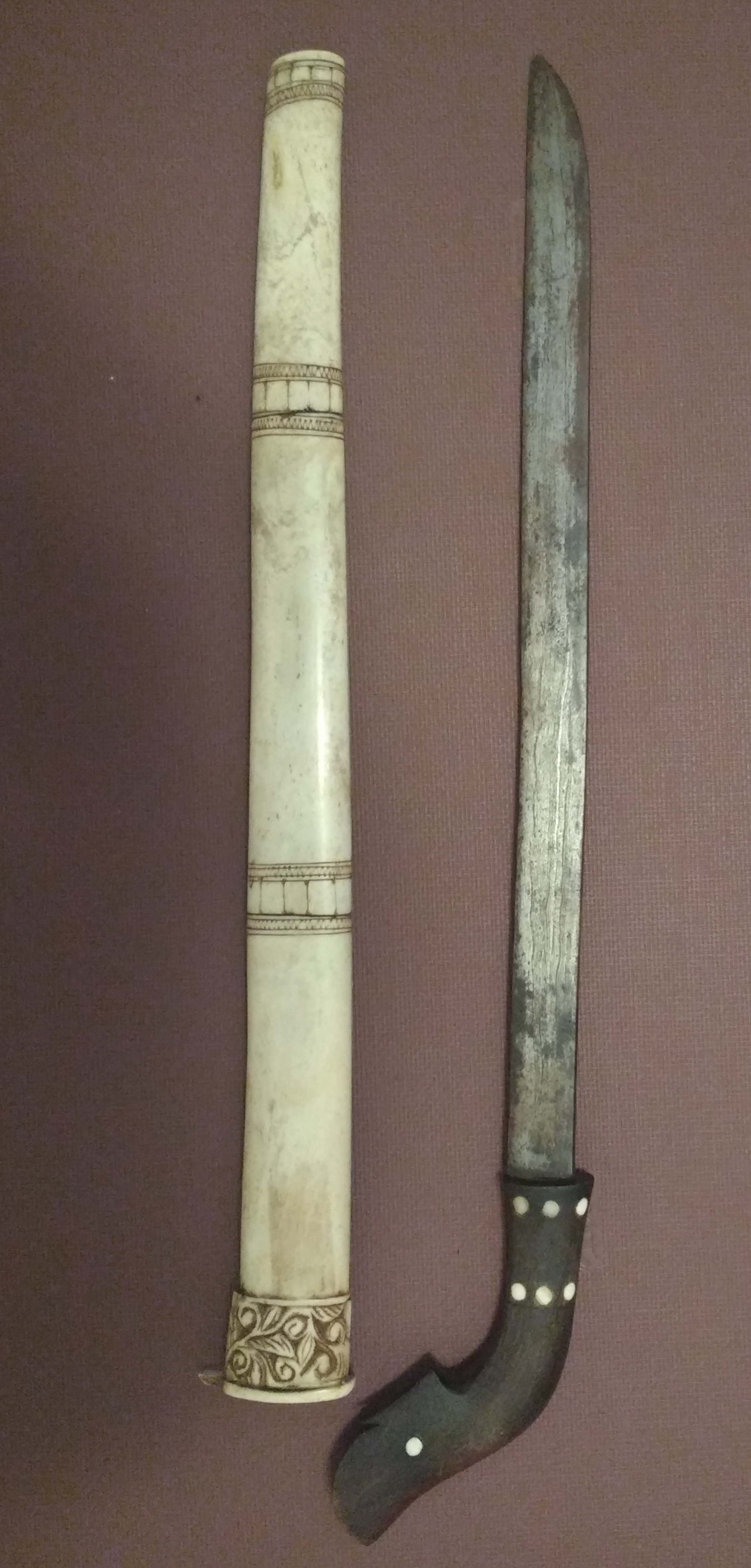
Un luwuk con su vaina

Un luwuk es una espada corta de la isla de Java, Indonesia. Esta espada se encuentra principalmente en Java Oriental y Central. Se dice que esta arma se llama Luwuk por ser creada por un Empu (forjador de espadas indonesio). Se creía que esta espada tenía poder mágico porque fue hecha con un ritual especial y ha existido desde la era Majapahit. El Luwuk es catalogado como una de las armas más mortíferas de la guerra de Paregreg. Durante esta era, solo aquellos en la nobleza o en la clase guerrera podían usar un luwuk.

## Descripción
El luwuk es una espada recta de un solo filo. La hoja de la espada (conocida como "wilah") mantiene el mismo ancho desde la base hasta la punta, pero también hay espadas luwuk con hojas que son más pequeñas desde la mitad de la hoja hacia arriba. La hoja está forjada en acero pamor o acero de Damasco. La punta de la hoja se estrecha como un cuchillo, pero parece como si estuviera sostenida hacia atrás (es decir, la hoja mira hacia el portador). El mango del luwuk está hecho de madera o cuerno de animal. La longitud total del luwuk no es más de 85 cm.